# جون برتراند
جون برتراند (بالإنجليزية: John Bertrand)‏ هو ربان ‏ أمريكي، ولد في 25 مارس 1956 في سان ماتيو في الولايات المتحدة.

## وصلات خارجية
- جون برتراند على موقع أوليمبيديا (الإنجليزية)